# Lawina w Salang (2010)
Seria lawin, które zeszły 8 lutego 2010 roku w okolicach przełęczy Salang w Hindukuszu w Afganistanie. Około 35 lawin zasypało 3,5 km drogi, na której znajdowały się setki pojazdów z około 2500 osobami. Lawiny zasypały także wjazdy do tunelu Salang. W lawinie zginęły 172 osoby. Osoby, które pozostały odcięte od drogi wyjścia w tunelu Salang były narażone na mróz oraz dwutlenek węgla wydostający się z aut. 
Do akcji ratowniczej skierowano około 600 żołnierzy, policjantów i służby ratownicze oraz cztery śmigłowce, karetki i buldożery.